# Tabanus vivax
Tabanus vivax är en tvåvingeart som beskrevs av Osten Sacken 1876. Tabanus vivax ingår i släktet Tabanus och familjen bromsar. Inga underarter finns listade i Catalogue of Life.